# Szkoła Podoficerska Marynarki Wojennej w Ustce

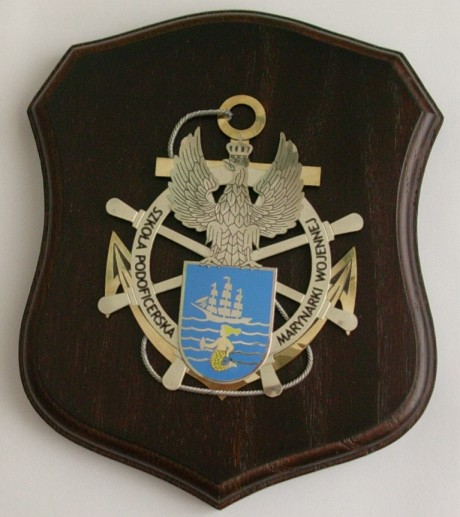
Ryngraf Szkoły Podoficerskiej Marynarki Wojennej w Ustce.

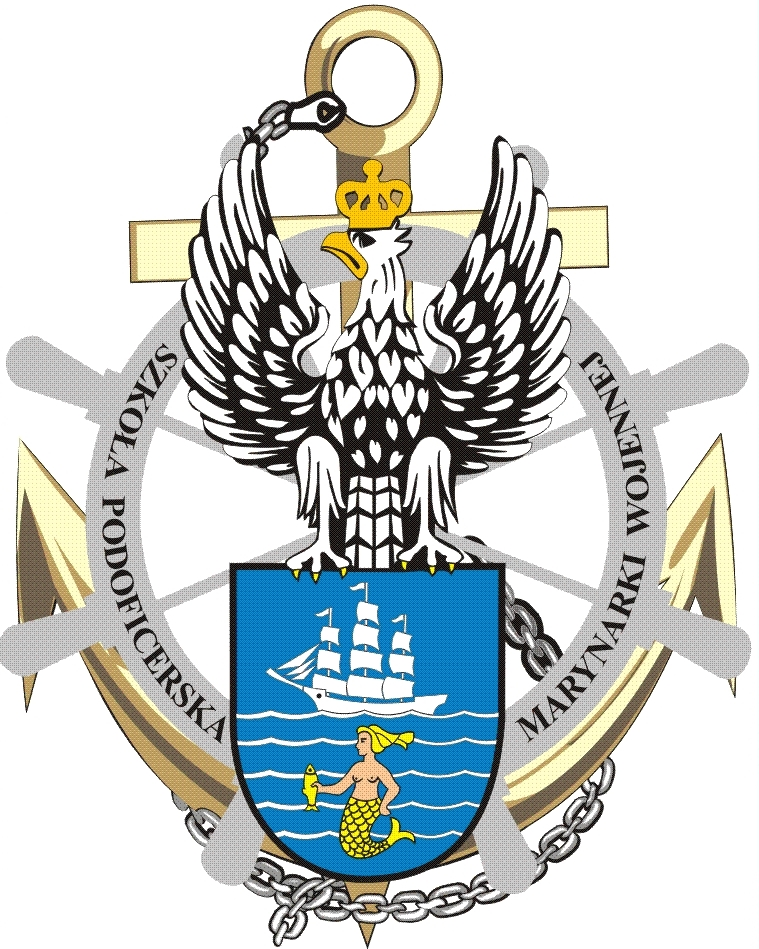
Logo Szkoły Podoficerskiej MW.

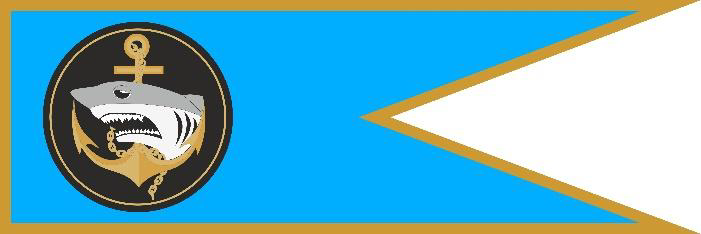
Proporczyk na beret (2023).

Szkoła Podoficerska Marynarki Wojennej – szkoła wojskowa w Ustce kształcąca podoficerów na potrzeby Marynarki Wojennej Rzeczypospolitej Polskiej.

## Formowanie
Szkoła utworzona została w Ustce 1 lipca 2004, na podstawie Rozporządzenia Ministra Obrony Narodowej z 8 marca 2004, w celu szkolenia kadr na potrzeby Marynarki Wojennej. Infrastruktura dydaktyczna, z której korzysta Szkoła, oparta jest na bazie Centrum Szkolenia Marynarki Wojennej i Ośrodka Szkolenia Nurków i Płetwonurków Wojska Polskiego.
Komendantem Szkoły jest st. chor. sztab. mar. Krzysztof Kozieł.

## Profil kształcenia
Szkoła Podoficerska MW kształci kandydatów na podoficerów w korpusie osobowym Marynarki Wojennej w grupie osobowej:
- pokładowej;
- broni rakietowej, artylerii, broni podwodnej i hydroakustyki;
- nawigacyjnej i hydrograficznej;
- ratownictwa morskiego;
- działań nurkowych;
- technicznej;

oraz
- korpusie osobowym wojsk specjalnych, grupa osobowa morskich działań specjalnych;
- korpusie osobowym łączności i informatyki, grupa osobowa eksploatacja systemów łączności, eksploatacja systemów informatycznych, technicznej;
- korpusie osobowym przeciwlotniczym, grupa osobowa artylerii przeciwlotniczej, przeciwlotniczych zestawów rakietowych;
- korpusie osobowym OPBMR, grupa osobowa rozpoznanie i likwidacja skażeń;
- korpusie osobowym rozpoznania i walki elektronicznej, grupa osobowa rozpoznania i zakłóceń elektronicznych, technicznej;
- korpusie osobowym logistyki, grupa osobowa ogólnologistyczna, materiałowa, techniczna, infrastruktury[2].